# Cado Belle
Cado Belle fou un grup de rock escocès prominent en l'escena "pub rock" del mitans del 1970s. Són notables per fer els primers enregistraments que presenten cantant Maggie Reilly posteriorment famosa amb Mike Oldfield i com a artista en solitari. El membre de la banda Colin Tully va aconseguir alguna fama amb la banda sonora de la pel·lícula aclamada per la crítica 'Gregory's Girl'. El gènere de Cado Belle també ha estat descrit com Soul escocès.
A Glasgow, la cantant Maggie Reilly va conèixer Stuart MacKillop qui li va demanar unir la seva banda "Joe Cool". L'octubre de 1974 la banda es fusionà amb una altra anomenada "Up", formant Cado Belle. Van editar el seu únic àlbum homònim (Cado Belle) la tardor de 1976. Va ser seguit un any més tard per un EP. Van continuar amb actuacions durant 1978 però es van dissoldre l'any següent.

## Membres
- Maggie Reilly: Veu, acompanyaments vocals
- Alan Darby: Guitarres
- Gavin Hodgson: Baix
- Stuart MacKillop: Teclats
- Davy Roy: Tambors, percussió
- Colin Tully: Saxòfon, flauta, arranjaments de trompa

## Enregistraments
El seu LP únic, titulat Cado Belle, va ser llançat durant 1976 per la companyia discogràfica Anchor Records. El llistat de pistes era:
1. "All Too Familiar" 3:09 (Stuart MacKillop / Alasdair Robertson)
2. "Infamous Mister" 3:49 (Stuart MacKillop / Alasdair Robertson)
3. "Rocked to Stony Silence" 5:26 (Colin Tully / Alasdair Robertson)
4. "I Name This Ship Survival" 4:31 (Colin Tully / Alasdair Robertson)
5. "Paper in the Rain" 3:55 (Stuart MacKillop / Alasdair Robertson)
6. "That Kind of Fool" 3:52 (Stuart MacKillop / Alasdair Robertson)
7. "Airport Shutdown" 3:39 (Colin Tully / Alasdair Robertson)
8. "Rough Diamonds2 4:49 (Stuart MacKillop / Alasdair Robertson)
9. "Got to Love" 2:45 (Stuart MacKillop)
10. "Stone's Throw from Nowhere" 4:55 (Colin Tully / Alasdair Robertson)

Mel Collins, Frank Collins i Paddie McHugh de la banda Kokomo van ser convidats a la gravació de l'àlbum.
El 1977 van enregistrar el "Cado Belle EP", contenint les pistes següents :
1. It's Over" (Boz Scaggs/David Paich)
2. "September" (Alan Darby)
3. "Play It Once For Me" (Stuart MacKillop)
4. "Gimme Little Sign" (Alfred Smith/Joe Hooven/Hal Winn)

Un CD que conté totes catorze pistes de l'àlbum i l'EP va ser distribuït per Mirror Image Records el 2008.